# Nick Curly
Nick Curly (eigentl. Nico Döhringer; * 20. Jahrhundert) ist ein deutscher House-DJ und Musikproduzent aus Mannheim.

## Leben
Nick Curly wuchs in Mannheim auf und startete um 1995 das DJing und bespielte regionale Clubs. 2004 erschien seine erste E.P. beim eigenen Label Amused 8bit, welches er 2006 zusammen mit Gorge als 8bit Records weiterführte. 2007 gründete er zusammen mit Marc Scholl das Label Cécille und die Auftritte wurden internationaler. Seit 2009 legt er regelmäßig im Sommer auch auf Ibiza auf.
Festivalauftritte hatte Nick Curly beim Time Warp, Sonus Festival, Awakenings und SonneMondSterne.

## Diskografie (Auswahl)

### Album
- 2012: Between the Lines (Cécille)

### Singles & EPs
- 2004: Craving
- 2005: Dauerwellen
- 2006: Another Tearjerker
- 2007: Silom
- 2008: Dubnoise
- 2008: Tele-Vision
- 2009: Pujante
- 2010: Ancient People
- 2011: Sun City
- 2012: A Certain Someone
- 2013: Wake Me Up
- 2014: Trust
- 2015: Reverie
- 2016: Helter Skelter
- 2017: Amnezia
- 2018: Ezeiza
- 2019: Zero Love